# Acanthobdellidea
Acanthobdellidea é uma infraclasse de sanguessugas primitivas. Alguns autores os colocam em uma subclasse separada do Hirudinea. No entanto, o Registro Mundial de Espécies Marinhas os coloca dentro dos Hirudinea, como um grupo irmão de Euhirudinea, os verdadeiros sanguessugas.

## Espécies
A única espécie de sanguessuga primitiva existente, a Acanthobdella peledina e é apenas encontrada no norte da Europa. A espécie foi descrita pelo zoólogo alemão Adolph Eduard Grube em 1851, e A. livanowi em 1966.

## Características
Possui cerdas e um celoma compartimentado nos cinco primeiros segmentos anteriores, não possui ventosa anterior. Essas características são as evidências que as sanguessugas evoluíram dos Oligochaetas, pois são características deles. As sanguessugas evoluídas possuem o celoma reduzido e sem septos.